# Kosterëvo
Kosterëvo (anche traslitterata come Kosterevo o Kosteryovo) è una cittadina della Russia europea centrale (oblast' di Vladimir), situata nella pianura della Meščëra, sul fiume Lipnja, 52 km a ovest del capoluogo; è compresa amministrativamente nel distretto di Petuški.
Fondato come insediamento nei pressi della omonima stazione ferroviaria, aperta al servizio nel 1890 a servizio di una fabbrica per la produzione di vetro fondata da I. I. Kosterëv; ottenne lo status di città nel 1981.

## Società

### Evoluzione demografica
Fonte: mojgorod.ru
- 1979: 11.100
- 1989: 11.800
- 1996: 11.100
- 2007: 9.000